# Podismopsis tumenlingensis
Podismopsis tumenlingensis är en insektsart som beskrevs av Zhang, Fengling och Bingzhong Ren 1992. Podismopsis tumenlingensis ingår i släktet Podismopsis och familjen gräshoppor. Inga underarter finns listade i Catalogue of Life.